# 让-雅克·德萨林

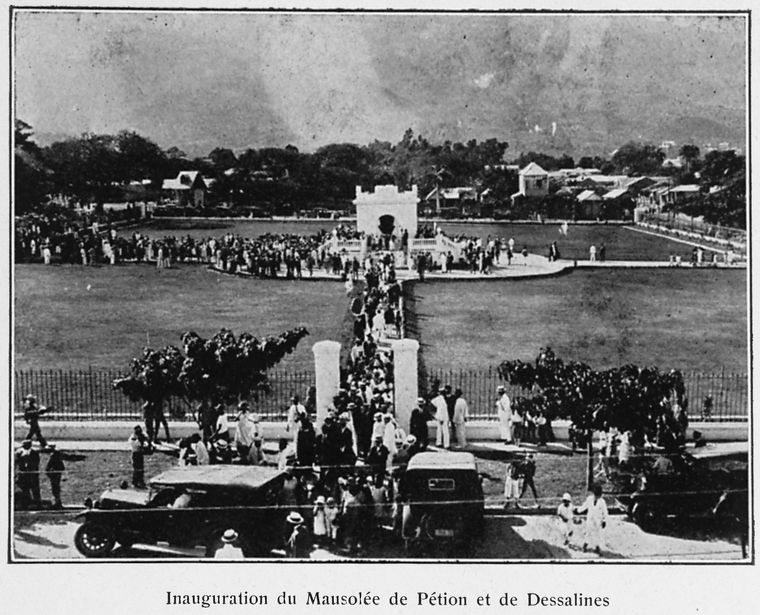
德薩林與佩蒂翁的陵墓

让-雅克·德萨林（法語：Jean-Jacques Dessalines，法語發音：[ʒɑ̃ ʒak dɛsalin]；1758年9月20日—1806年10月17日），海地革命领导人，被視為海地開國元勳。獨立後建立海地第一帝国，稱帝，称雅克一世。他施行军事统治，废除奴隶制，对殖民者进行大屠杀，后遇刺身亡。

## 生平

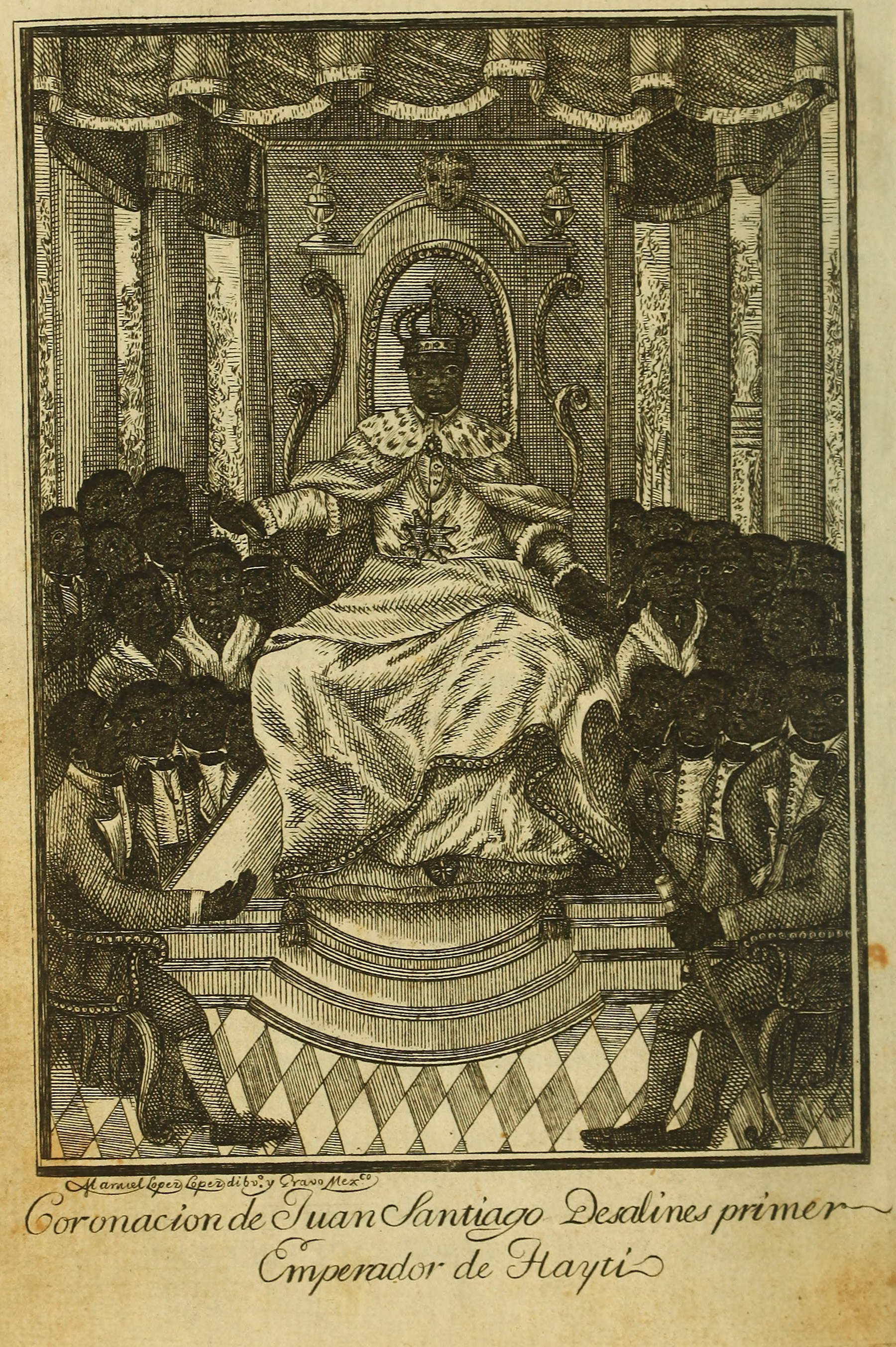
德萨林称帝

德薩林出生於海地格蘭德·里維埃的一個黑人奴隸家庭，之前曾為監工。1790年加入起義軍，成為杜桑-卢维图尔的得力將領，1804年1月1日，德薩林在戈納伊夫宣布海地獨立，将国名改为泰诺语的“Ayiti”并任終身總督。他也宣布在海地全国废除奴隶制，海地因此称为第一个废除奴隶制的美洲国家。
德萨林试图不依靠奴隶制仍能保持海地的制糖工业和种植园发展，但他不相信殖民者。很多白人殖民者、种植园主、商人和其他有色人种的自由人，纷纷逃离海地，前往古巴、美国和法国。1804年2到4月间，德萨林下令进行针对殖民者的大屠杀，即1804年海地大屠杀。
1804年9月22日，他被海地解放军的将军们拥戴，成为海地皇帝。10月6日他正式加冕为雅克一世。1805年5月20日，他领导的海地政府颁布帝国宪法，任命德萨林为终身统治者，且有权任命继任者。。宪法还规定海地是全黑人国家，禁止白人殖民者在这里拥有财产或土地，之前白人殖民的财产均为了国家的利益进行没收。
称帝后的德萨林率军进攻伊斯帕尼奥拉岛东部，围攻圣多明哥，但法国海军来援后，德萨林率军撤退。亚历山大·佩蒂翁和亨利·克里斯托夫发动了反对德萨林的起义。1806年10月17日，德萨林真要率军镇压叛乱，在太子港附近遇刺身亡，其忌日現為海地公眾假期，稱為“德薩林日”。